# Jullouville
Jullouville és un municipi francès situat al departament de la Manche i a la regió de Normandia. L'any 2007 tenia 2.098 habitants.

## Demografia

### Població
El 2007 la població de fet de Jullouville era de 2.098 persones. Hi havia 922 famílies de les quals 280 eren unipersonals (103 homes vivint sols i 177 dones vivint soles), 374 parelles sense fills, 210 parelles amb fills i 58 famílies monoparentals amb fills.
La població ha evolucionat segons el següent gràfic:
Habitants censats

### Habitatges
El 2007 hi havia 3.149 habitatges, 947 eren l'habitatge principal de la família, 2.137 eren segones residències i 65 estaven desocupats. 2.386 eren cases i 482 eren apartaments. Dels 947 habitatges principals, 727 estaven ocupats pels seus propietaris, 189 estaven llogats i ocupats pels llogaters i 31 estaven cedits a títol gratuït; 8 tenien una cambra, 73 en tenien dues, 164 en tenien tres, 237 en tenien quatre i 466 en tenien cinc o més. 790 habitatges disposaven pel capbaix d'una plaça de pàrquing. A 503 habitatges hi havia un automòbil i a 376 n'hi havia dos o més.

### Piràmide de població
La piràmide de població per edats i sexe el 2009 era:
| Homes | Edats   | Dones |
| ----- | ------- | ----- |
| 4     | 95 o +  | 4     |
| 4     | 90 a 94 | 16    |
| 36    | 85 a 89 | 24    |
| 40    | 80 a 84 | 60    |
| 60    | 75 a 79 | 100   |
| 84    | 70 a 74 | 108   |
| 112   | 65 a 69 | 108   |
| 96    | 60 a 64 | 88    |
| 48    | 55 a 59 | 76    |
| 96    | 50 a 54 | 88    |
| 56    | 45 a 49 | 68    |
| 72    | 40 a 44 | 52    |
| 48    | 35 a 39 | 68    |
| 72    | 30 a 34 | 100   |
| 64    | 25 a 29 | 56    |
| 4     | 20 a 24 | 32    |
| 48    | 15 a 19 | 56    |
| 44    | 10 a 14 | 64    |
| 84    | 5 a 9   | 60    |
| 60    | 0 a 4   | 44    |

## Economia
El 2007 la població en edat de treballar era de 1.138 persones, 789 eren actives i 349 eren inactives. De les 789 persones actives 699 estaven ocupades (367 homes i 332 dones) i 89 estaven aturades (37 homes i 52 dones). De les 349 persones inactives 158 estaven jubilades, 74 estaven estudiant i 117 estaven classificades com a «altres inactius».

### Ingressos
El 2009 a Jullouville hi havia 1.049 unitats fiscals que integraven 2.256,5 persones, la mediana anual d'ingressos fiscals per persona era de 19.546 €.

### Activitats econòmiques
Dels 136 establiments que hi havia el 2007, 3 eren d'empreses extractives, 3 d'empreses alimentàries, 2 d'empreses de fabricació d'altres productes industrials, 19 d'empreses de construcció, 25 d'empreses de comerç i reparació d'automòbils, 2 d'empreses de transport, 18 d'empreses d'hostatgeria i restauració, 3 d'empreses d'informació i comunicació, 4 d'empreses financeres, 15 d'empreses immobiliàries, 18 d'empreses de serveis, 14 d'entitats de l'administració pública i 10 d'empreses classificades com a «altres activitats de serveis».
Dels 31 establiments de servei als particulars que hi havia el 2009, 1 era una oficina bancària, 1 taller de reparació d'automòbils i de material agrícola, 1 autoescola, 4 paletes, 3 guixaires pintors, 4 fusteries, 2 lampisteries, 1 electricista, 2 perruqueries, 6 restaurants, 3 agències immobiliàries i 3 salons de bellesa.
Dels 14 establiments comercials que hi havia el 2009, 1 era un hipermercat, 2 fleques, 1 una fleca, 1 una botiga de congelats, 1 una peixateria, 2 botigues de roba, 1 una botiga de roba, 1 una botiga d'electrodomèstics, 1 una botiga de material de revestiment de parets i terra, 2 joieries i 1 una joieria.
L'any 2000 a Jullouville hi havia 78 explotacions agrícoles que ocupaven un total de 594 hectàrees.

## Equipaments sanitaris i escolars
L'únic equipament sanitari que hi havia el 2009 era una farmàcia.
El 2009 hi havia una escola elemental integrada dins d'un grup escolar amb les comunes properes formant una escola dispersa.

## Poblacions més properes
El següent diagrama mostra les poblacions més properes.